# زنبقونات
الزنبقونات (الاسم العلمي: Lilianae) هي طبقة من النباتات تتبع الكاسيات البذور من البذريات.

## التصنيف
- رتبة الهليونيات
  - الفصيلة الهليونية
  - الفصيلة المصفورية
  - الفصيلة الأناكريدية